# Monstrueuse coalition

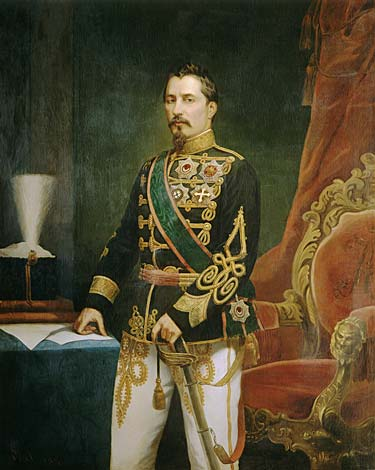
Alexandre Jean Cuza.

La « Monstrueuse coalition » (en roumain : Monstruoasa coaliție) est le nom qui est resté dans la conscience collective de la Roumanie pour désigner l'alliance entre conservateurs et libéraux radicaux afin d'obtenir la destitution d'Alexandre Jean Cuza du pouvoir en février 1866. Ce nom a été promu en son temps par une presse favorable à Cuza.

## Contexte
L'une des nombreuses alliances historiques entre une coalition entre le centre politique (radicaux) et la droite politique (conservateurs), elle était logique dans le contexte politique de l'époque et justifiée par le régime autoritaire personnel introduit par Cuza. 
Des tendances autoritaires commencèrent à se manifester chez le souverain au début de 1863, et le régime personnel instauré après le Coup d'État du 14 mai 1864 augmenta son pouvoir personnel au détriment d'autres institutions. Le 22 mai, Cuza amenda, par plébiscite, la Convention de Paris qui avait jusqu'à présent fonctionné comme Constitution pour les Principautés Unies, en la transformant en Statuts en voie d'élaboration de la Convention de Paris. Le changement le plus important fut la réorganisation de l'État afin que le souverain ait davantage de pouvoirs. Par conséquent, la scène politique fut divisée en deux camps : les cuzistes et l'opposition. De plus, le souverain apprit à gouverner les groupes politiques avec des gens de confiance, de nuance modérée, comme Mihail Kogălniceanu ou Nicolae Crețulescu.
Les dirigeants de cette coalition étaient le radical Constantin A. Rosetti, le conservateur Lascăr Catargiu et le modéré Ion Ghica .

## Conséquences
La « Monstrueuse coalition » était soutenue par de grands propriétaires terriens et des hommes d'affaires qui n'étaient pas satisfaits de la politique du souverain. Formée après les élections à l'Assemblée nationale en Roumanie, lors de la deuxième convocation, en 1864, elle était dirigée par Ion C. Brătianu, Mihail Kogălniceanu restant fidèle à Alexandru Ioan Cuza.
En 1866, la coalition fomente un coup d'État. Le matin du 22 février, à quatre heures, un groupe de soldats entre dans le Palais Royal et force le souverain à accepter l'abdication. Cuza est contraint de jurer qu'il abdiquerait, après sept ans de règne, et de laisser le trône à un prince étranger, comme l'exigeait l'une des dispositions des divans ad hoc de 1857. La presse unioniste rapportera que l'argument de cet acte odieux était l'accusation selon laquelle le dirigeant élu aurait trahi les intérêts du pays à une puissance étrangère.
Deux jours plus tard, le 24 février, Cuza quitte Bucarest, prenant la route de Vienne. Après lui, le 22 mai 1866, le prince Charles de Hohenzollern-Sigmaringen est proclamé souverain de Roumanie, sous le nom de Carol Ier. Par la suite, Carol, invité à autoriser Cuza à rentrer chez lui, adressa la demande au Conseil des ministres qui la rejeta.